# Jason Lowndes
Pour les articles homonymes, voir Lowndes.
Jason Lowndes, né le 14 décembre 1994 à Kalgoorlie et mort le 22 décembre 2017 à Bendigo, est un coureur cycliste australien. Il évolue au niveau professionnel entre 2015 et 2017.

## Biographie
Il meurt le 22 décembre 2017 après avoir été heurté par une voiture lors d'un entraînement.

## Palmarès sur route

### Par année
- 2015
  - 1re étape de la Sea Otter Classic
  - 2e étape du Tour de Delta
- 2016
  - 6e du championnat du monde sur route espoirs

### Classements mondiaux
| Année            | 2015 | 2016 | 2017  |
| ---------------- | ---- | ---- | ----- |
| UCI America Tour | 137e | 532e |       |
| UCI Europe Tour  |      |      | 1426e |
| UCI Asia Tour    |      | 112e | 411e  |